# عصر الركود

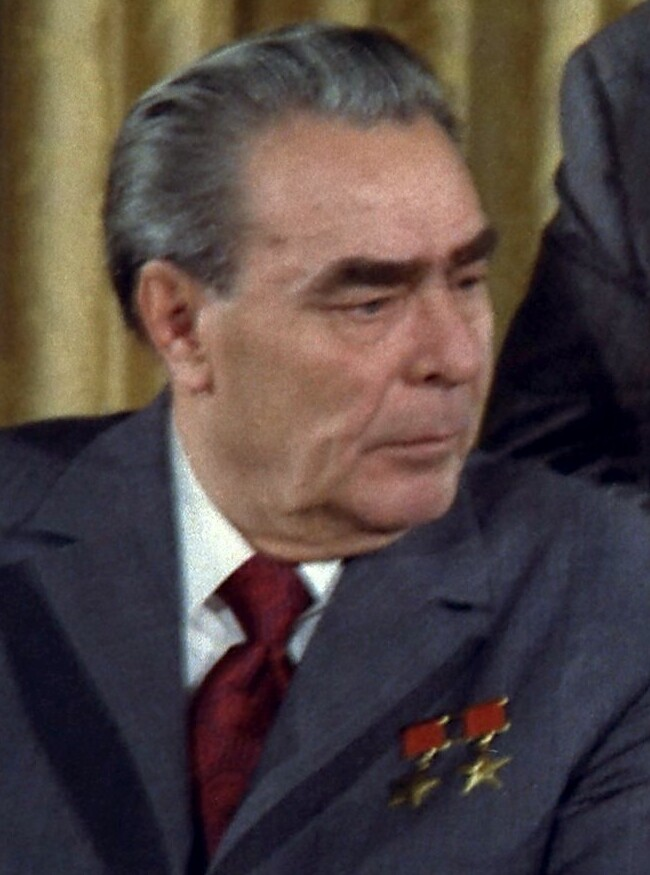
ليونيد بريجنيف 19 يونيو 1973 أثناء زيارة الزعيم السوفييتي للولايات المتحدة

عصر الركود هو إحدى فترات تاريخ الاتحاد السوفيتي التي بدأت خلال حكم ليونيد بريجنيف (1964- 1982) واستمرت في عهد يوري أندروبوف (1982-1984) وقسطنطين تشيرنينكو (1984-1985). صاغ ميخائيل غورباتشوف مصطلح «عصر الركود» لوصف نظرته السلبية إلى السياسات الاقتصادية والسياسية والاجتماعية خلال تلك الفترة.

## المصطلح
لم يُستخدم مصطلح «عصر الركود» خلال فترة قيادة بريجنيف. بدلًا من ذلك، استخدم بريجنيف مصطلح «عصر الاشتراكية المتقدمة» للإشارة إلى الفترة التي بدأت في عام 1971. نشأ هذا المصطلح بعد وعد خروتشوف في عام 1961 ببلوغ الشيوعية خلال 20 عامًا. في الثمانينيات، صاغ الزعيم السوفيتي ميخائيل غورباتشوف مصطلح «عصر الركود» لوصف الصعوبات الاقتصادية التي نشأت أثناء حكم ليونيد بريجنيف الاتحاد السوفيتي بين عامي 1964 و1982. اختلف الباحثون لاحقًا بشأن تواريخ عصر الركود وخطورته وأسبابه. انتقد أنصار غورباتشوف بريجنيف وإدارته بشكل عام، لكونها محافظة للغاية بالإضافة إلى فشلها في التغير مع الزمن.

## نبذة تاريخية
أدخل نيكيتا خروتشوف –الزعيم السوفيتي السابق لبريجنيف- إصلاحات ليبرالية نسبيًا خلال الفترة المعروفة باسم «إذابة خروتشوف للجليد». ومع ذلك، شكل تورط خروتشوف في قضية مدرسة موسكو لتعليم الفروسية لعام 1962، بداية نهاية الذوبان الثقافي. بدأت «فترة 1964-1982 في الاتحاد السوفيتي» بشكل يدعو للتفاؤل ولكن تبين أن هذا التفاؤل ليس إلا وهمًا. بدأ الركود الاجتماعي بعد تولي بريجنيف للسلطة، مع إلغائه العديد من إصلاحات خروتشوف وإعادة تأهيل السياسات الستالينية جزئيًا. ينظر بعض المعلقين إلى محاكمة سينيافسكي-دانيال في عام 1966، على أنها بداية الركود الاجتماعي ونهاية فترة «إذابة خروتشوف للجليد»، بينما رأى آخرون أن قمع ربيع براغ في عام 1968 هو البداية الحقيقية لعصر الركود. ارتبط الركود السياسي في هذه الفترة بترسيخ الغيرونتوقراطية (حكم الشيوخ)، والذي أصبح جزءًا من سياسة الاستقرار.
أجمع معظم الباحثين أن عام 1975 هو العام الذي بدأ فيه الركود الاقتصادي، على الرغم من ادعاء البعض بداية الركود في وقت مبكر من ستينات القرن الماضي. انخفضت معدلات النمو الصناعي خلال سبعينيات القرن الماضي مع إعطاء الأولوية للصناعة الثقيلة وصناعة الأسلحة في الوقت الذي أُهملت فيه السلع الاستهلاكية السوفيتية. بلغت قيمة جميع السلع الاستهلاكية المصنعة في عام 1972 بأسعار التجزئة نحو 118 مليار روبل. لم يتأكد المؤرخون والباحثون والمتخصصون من سبب الركود، إذ يجادل البعض بأن الاقتصاد المخطط مركزيًا عانى من عيوب نظامية أعاقت نموه. جادل آخرون بأن الافتقار إلى الإصلاح، أو ارتفاع نفقات الجيش، أدى إلى الركود.
انتُقِد بريجنيف بعد وفاته لتقصيره الكبير في تحسين الوضع الاقتصادي. إذ لم تبدأ -طوال فترة حكمه- أي إصلاحات كبيرة، وكانت الإصلاحات القليلة المقترحة إما متواضعة للغاية أو معارَضة من قبل معظم القادة السوفييت. قدم أليكسي كوسيغين، رئيس مجلس الوزراء (الحكومة) ذو التوجه الإصلاحي، إصلاحين متواضعين في سبعينيات القرن الماضي وذلك بعد فشل إصلاحه الأكثر جذرية في عام 1965، بعد تعزيز بريجنيف بالفعل قوة كافية لوقف أي محاولة إصلاح يقترحها كوسيغين «جذرية».
بعد وفاة بريجنيف في نوفمبر 1982، خلفه يوري أندروبوف بمنصب الزعيم السوفيتي. كان هو الاتحاد السوفيتي -الأقل ديناميكيةً بكثير مما كان عليه عند توليه السلطة في عام 1964- إرث بريجنيف الوحيد. أُدخلت بعض الإصلاحات المتواضعة خلال حكم أندروبوف القصير؛ ولكنه توفي بعد ذلك بأكثر من عام بقليل في فبراير 1984. استمر خلفه قسطنطين تشيرنينكو في اتباع الكثير من سياسات أندروبوف. استمرت المشكلات الاقتصادية التي بدأت في عهد بريجنيف في ظل هذه الإدارات القصيرة ومازال الباحثون يناقشون ما إذا كانت سياسات الإصلاح التي اتُبعت قد حسنت الوضع الاقتصادي في البلاد أم لا.
انتهى عصر الركود مع تولي غورباتشوف للسلطة التي أضفت الطابع الديمقراطي على الحياة السياسية والاجتماعية على الرغم من بقاء الاقتصاد في حالة ركود. بدأ الحزب الشيوعي تحت قيادة غورباتشوف جهودًا لتسريع عملية التنمية في عام 1985، من خلال ضخ أموال ضخمة في الصناعة الثقيلة (التسريع). عندما فشلت هذه الجهود، أعاد الحزب الشيوعي هيكلة (البيريسترويكا) للاقتصاد والحكومة السوفيتية من خلال إدخال إصلاحات شبه رأسمالية (المحاسبة الاقتصادية) وإصلاحات ديمقراطية (التعددية السياسية). هدف كل ما سبق إلى إعادة تنشيط الاتحاد السوفيتي ولكنها أدت عن غير قصد إلى حله في عام 1991.

## الاقتصاد

### ملخص
كان النمو الاقتصادي الضعيف نسبيًا خلال أوائل الستينات أحد الأسباب الرئيسية لإقالة خروتشوف من السلطة. كان النمو الاقتصادي العام 6% بين عامي 1951 و1955 لكنه انخفض إلى 5.8% في السنوات الخمس التالية؛ وقد وصلت قيمة هذا النمو إلى 5% بين عامي 1961 و1965. انخفضت إنتاجية العمل، التي نمت بنسبة 4.7% من الخمسينات حتى عام 1962، لتصل إلى 4% بحلول أوائل السيتينات. كان كل من معدل النمو ورؤوس الأموال الخارجية والاستثمارات علامات على انخفاض مطرد في الاقتصاد. كانت وعود خروتشوف غير الواقعية مثل الالتزام ببلوغ الشيوعية خلال 20 عامًا –الأمر الذي كان شبه مستحيل مع المؤشرات الاقتصادية في ذلك الوقت- مشكلة أخرى. في النهاية، طردت القيادة جماعية -التي ضمت كل من ليونيد بريجنيف وأليكسي كوسيغين- خروتشوف، في أكتوبر 1964، نتيجة لفشله في الوفاء بوعوده والمشاكل التي نشأت في عهده. ابتكرت القيادة السوفيتية مصطلح الاشتراكية المتقدمة في سبيل عكس وعد خروتشوف بالوصول إلى الشيوعية، ما يعني أن الاتحاد السوفيتي سيتطور إلى مرحلة متقدمة بما فيه الكفاية لدرجة انتقال البلاد «بشكل طبيعي» إلى الشيوعية (في فترة غير محددة من الوقت).
أدت إقالة خروتشوف إلى إنشاء مكتب سياسي أكثر تحفظًا؛ كان كوسيغين ونيكولاي بودغورني وأندريه كيريلينكو من الأعضاء الأكثر ليبراليةً، وانتمى بريجنيف وأردودز بيليش إلى الفصيل المعتدل، بينما احتفظ ميخائيل سوسلوف بقيادته للمتشددين في الحزب. اختلف كوسيغين وبريجنيف بشدة حول السياسة الاقتصادية؛ أراد كوسيغين زيادة الاستثمارات في السلع الاستهلاكية والصناعات الخفيفة في حين أراد بريجنيف زيادة الاستثمار في الصناعات الثقيلة والزراعة والدفاع. أدخل كوسيغين في عام 1965 إصلاحًا اقتصاديًا يشار إليه باسم «إصلاح كوسيغين» على نطاق واسع؛ هدف الإصلاح إلى تخطيط الاقتصاد ضمن إطار اشتراكي. نسخ كوسيغين بعض التدابير المستخدمة في الكتلة الغربية -والتي وافق عليها بريجنيف مع دخول الاقتصاد السوفيتي في فترة من النمو المنخفض- في محاولة منه لتحسين الاقتصاد السوفيتي. أعطت إصلاحات كوسيغين الزراعية استقلالية كبيرة للمزارع الجماعية، مما منحها الحق في تضمين المزارع الخاصة. نتيجة لذلك، خلال الخطة الخمسية الثامنة (1970-1966)، سُنت برامج لاستصلاح الأراضي على نطاق واسع، ولبناء قنوات الري، وغيرها من التدابير. بشكل عام، فشل الإصلاح كانت من «الضعيف» ربطه بأي معدلات نمو مرتفعة خلال الخطة الخمسية الثامنة.
بدأ عصر بريجنيف -الذي بدأ بنمو مرتفع- في الركود في وقت ما في أوائل السبعينيات. توقفت محاولات كوسيغين للإصلاح «الراديكالي/ الجذري» في عام 1971، وكان إصلاحة الثاني أكثر تواضعًا. توقف الإصلاح الثاني بسبب أزمة النفط عام 1973، عندما أدت الزيادة الدولية في أسعار النفط إلى نمو اقتصادي مبني على بيع النفط. نُفذ إصلاح آخر في عام 1979، لكنه فشل أيضًا، إذ «أدمن» الاقتصاد السوفيتي على أسعار النفط المرتفعة.
ذكرت وكالة أنباء نوفوستي في عام 1980 وصول الاتحاد السوفيتي إلى أعلى إنتاج صناعي وزراعي في أوروبا، وثاني أعلى إنتاج في جميع أنحاء العالم. زعمت الإحصاءات السوفيتية وصول الإنتاج الصناعي للاتحاد السوفيتي في عام 1960 إلى 55% في أمريكا فقط، ولكنه ارتفع إلى 80% بحلول عام 1980. شهدت قيادة بريجنيف للحزب الشيوعي طوال 18 عامًا نموًا حقيقيًا في الدخل بأكثر من مرة ونصف. شُغل أكثر من 1.6 مليار متر مربع من مساحة المعيشة المتوفرة لأكثر من 160 مليون شخص. في الوقت نفسه، لم يتجاوز متوسط الإيجار للعائلات 3%من دخل الأسرة، وكانت أسعار الإسكان والرعاية الصحية والتعليم منخفضة بشكل مقبول. كان هناك نقص في العمال في بعض المناطق، وخاصةً في القطاع الزراعي بسبب عدم القدرة على توزيع القوى العاملة بشكل متوازن مع المرتبات. حُلت هذه المشكلة جزئيًا عن طريق إجبار سكان المدن «غير المنتجين» (التلاميذ الأكبر سنًا، الطلاب، العلماء، الجنود، إلخ) على العمل أثناء وقت الحصاد كعمال زراعيين. أُطلق على هذه الممارسة بشكل غير رسمي اسم «مهمات لحقول البطاطس».